# 五社神社 (大阪市)
五社神社（ごしゃじんじゃ）は、大阪市西淀川区中島に鎮座する神社。

## 祭神
天照大御神・豊受大神・住吉三神・素盞嗚尊・火之迦具土神

## 歴史
- 元禄元年（1688年） - 中島の新田開発の時に勧請。
- 文化文政（1804年～1829年）の頃、神官津田常則は、祈願により腫物（くさ）を治す霊顕著しく、城島のくさ神と呼ばれた。
- 明治5年（1872年） - 村社に列す。
- 明治42年（1909年）6月 - 神饌幣帛料供進社に指定される。
- 明治43年（1910年）7月7日 - 西島の住吉神社を合祀した。

## 境内
- 龍王社
- 金比羅宮
- 靖国社
- 水天宮神社　　天御中主神・国狭樋大神
- 稲荷大神

## 交通アクセス
阪神電車なんば線出来島駅より、西へ徒歩約9分。